# José María Fernández
José María Fernández (ur. 9 maja 1915 w Muñón Cimero, zm. 7 października 1934 w Oviedo) – hiszpański męczennik, ofiara wojny domowej w Hiszpanii w latach 1936-39, błogosławiony Kościoła katolickiego.

## Życiorys
Urodził się w 1915 roku w Muñón Cimero. Uczęszczał do szkoły prowadzonej przez marystów w Pola de Lena. Po jej ukończeniu wstąpił do wyższego seminarium duchownego w Oviedo. Został zamordowany w wieku 19 lat poprzez rozstrzelanie w czasie wojny domowej w Hiszpanii 7 października 1934 roku w Oviedo. 7 listopada 2018 papież Franciszek podpisał dekret o jego męczeństwie. Beatyfikacja jego i innych 8 kleryków–męczenników z Oviedo odbyła się 9 marca 2019.